# 天才犬ピーボ博士のタイムトラベル
『天才犬ピーボ博士のタイムトラベル』（てんさいけんピーボはかせのタイムトラベル、原題：Mr. Peabody & Sherman）はアメリカの3DCGアニメーション映画。テレビシリーズ『ロッキーとブルウィンクルの大冒険』のコーナーアニメを原作としている。制作は20世紀フォックス/ドリームワークス・アニメーション。
アメリカ合衆国では、2014年3月7日に公開された。日本では劇場未公開だったが、2015年12月2日にBlu-ray Disc&DVDで発売された。

## あらすじ
人間の言葉を話すことができる天才犬ピーボ博士（ミスター・ピーボディ）は、その特異性ゆえに孤独に育ったが、人間の男の子の養子を持つことで家族を得る。シャーマンと名づけられた男の子はすくすくと育って小学校に入学するが、そこでクラスメートのペニーとトラブルを起こしてしまう。教育委員会は、犬が人間を育てていることに問題があるとして、ピーボ博士からシャーマンをとりあげようとする。なんとかして危機を脱しようと、自宅でパーティーを開いて理解を求めるピーボ博士だったが、その最中にピーボ博士の発明物であるタイムマシンで、ペニーが勝手に過去に行ってしまった。ピーボ博士とシャーマンは、ペニーを連れ戻すため古代エジプトへ向かう。

## 声の出演
| 役名                                | 原語版声優             | 日本語吹き替え |
| ----------------------------------- | ---------------------- | -------------- |
| ピーボ博士                          | タイ・バーレル         | 多田野曜平     |
| シャーマン                          | マックス・チャールズ   | 塚田匠         |
| ペニー・ピーターソン                | アリエル・ウィンター   | 松浦愛弓       |
| ポール・ピーターソン （ペニーの父） | スティーヴン・コルベア | 松本保典       |
| パティ・ピーターソン （ペニーの母） | レスリー・マン         | 井上喜久子     |
| エドワナ・グラニオン                | アリソン・ジャネイ     | 水野ゆふ       |

- 日本語版制作スタッフ

その他の日本語吹き替え：糸博、千葉繁、乃村健次、渡辺菜生子、斉藤次郎、潘めぐみ、上別府仁資、小川剛生、仲村かおり、田原正治、近藤浩徳、山本格、増山浩一、増井太郎、八百屋杏、長尾明希、星野健一
演出：簑浦良平、字幕翻訳：宮坂愛、吹替翻訳：佐藤恵子、制作：東北新社

## 評価
レビュー・アグリゲーターのRotten Tomatoesでは139件のレビューで支持率は81%、平均点は6.70/10となった。Metacriticでは34件のレビューを基に加重平均値が59/100となった。

## サウンドトラック
映画音楽はダニー・エルフマンが作曲し、2014年3月3日にレラティビティ・ミュージック・グループよりデジタル発売された。